# Uzwojenie koszykowe

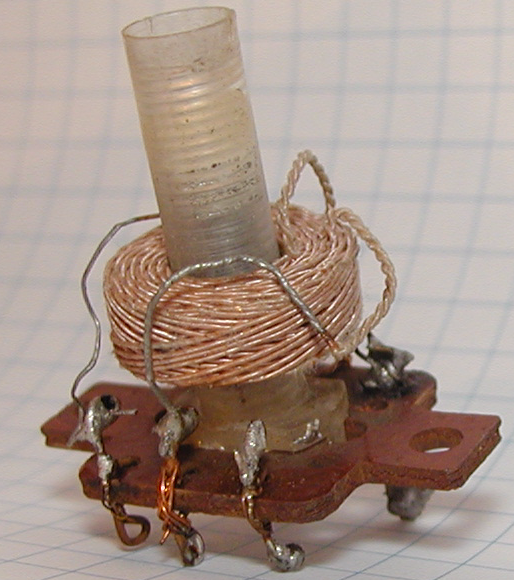
Przykład cewki koszykowej nawiniętej licą

Uzwojenie koszykowe lub cewka koszykowa – uzwojenie wykonane przez nawinięcie cewki tak, aby przewody w sąsiadujących warstwach przebiegały pod największym, jak najbardziej zbliżonym do 90 stopni kątem. 
Uzwojenie takie pozwala na uzyskanie małej pojemności pasożytniczej w porównaniu z innymi typami uzwojeń o takiej samej liczbie zwojów. Efektem ubocznym jest większa indukcja rozproszenia, z uwagi na większe wymiary takiego uzwojenia.
Z uwagi na zastosowanie w obwodach elektronicznych wielkiej częstotliwości, cewki koszykowe nawijane są zazwyczaj licą lub przewodem izolowanym bawełną lub jedwabiem. Izolacja przewodu ma znaczenie również z mechanicznego punktu widzenia, ponieważ emaliowany drut nawojowy nie zapewnia wystarczającego tarcia do utrzymania kolejnych zwojów pod dużym kątem podczas nawijania.